# Steineberg (Allgäuer Alpen)
Der Steineberg ist ein (1683 m) hoher Nebengipfel des Stuibens in der Hochgratkette der Allgäuer Alpen. Der relativ leicht zugängliche Aussichtsgipfel über dem Illertal gilt als eines der beliebtesten Gipfelziele in dieser Region. Mit der Hochgratkette liegt der Steineberg innerhalb des Naturparks Nagelfluhkette.

## Besteigung
Route: Immenstadt – Steigbachtal – Mittagberg – Steineberg (Dauer ca. 3 Stunden): Der Gipfel kann über einen kurzen Klettersteig (Klettersteig seit ca. 2009 wegen Murenabgang gesperrt) und eine ungefähr 17 m lange Leiter erreicht werden. Diese Hindernisse lassen sich aber auch umgehen. Der Aufstieg kann durch die Benutzung der Mittagbahn verkürzt werden. Von der Bergstation (1419 m) am Mittagberg führt der gut ausgebaute Normalweg zum Felsgipfel des Steineberges. Bei Nässe ist allerdings das letzte Wegstück des Normalweges entlang des Nordabbruches der Gipfelplatte besser zu vermeiden. Den direkten Aufstieg ermöglicht eine Stahlleiter unter dem Gipfelkreuz (1660 m). Etwa 300 Meter westlich der Stahlleiter liegt der eigentliche Gipfel des Steineberges. Die Graskuppe erhebt sich nochmals etwa 20 Höhenmeter über dem Gipfelkreuz.
Der Übergang zum Stuiben erfordert Trittsicherheit und Schwindelfreiheit. Der Pfad bietet Einblicke in den geologischen Aufbau der Nagelfluhkette. Kurz vor dem Abstieg zur Gund-Alpe führt der Weg über eine seilgesicherte, steile Felsflanke. Von der Gund-Alpe  kann in etwa zwei Stunden zurück nach Immenstadt abgestiegen werden.
Von Gunzesried (889 m) führt ebenfalls eine etwa drei Stunden lange Route über die Alpe Unterkirche auf den Steineberg.
Im Zuge der Nagelfluh-Gratwanderung mit Hochgrat (1834 m), Rindalphorn (1822 m), Buralpkopf (1772 m) und Stuiben (1749 m) wird der Steineberg überschritten.

## Bergmesse
Eine Bergmesse findet jährlich Ende August am Gipfelkreuz des Steinebergs statt. Sie wird vom Trachtenverein Stoineberglar und dem Pfarrgemeinderat Immenstadt-Bühl-Rauhenzell organisiert und musikalisch von einer Abordnung der Musikkapelle Akams begleitet.

## Bilder

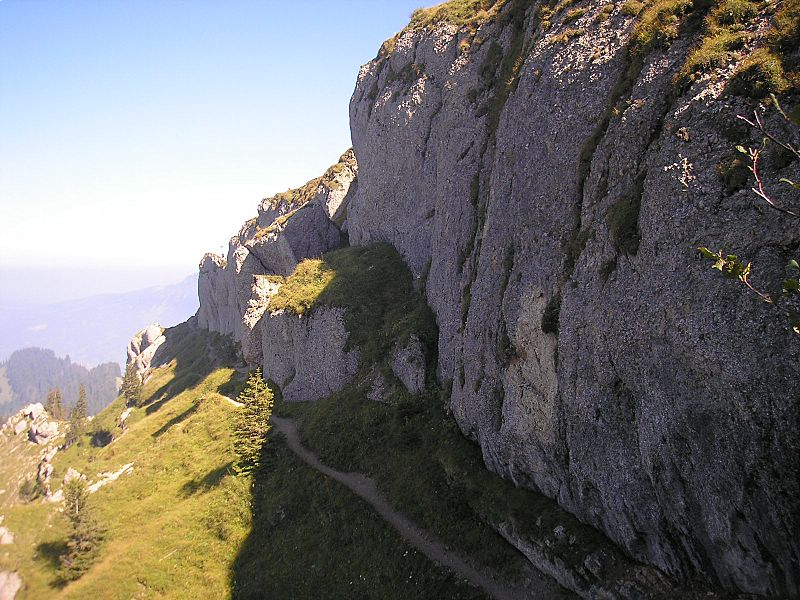
Unter den Nordabbrüchen der Gipfelplatte
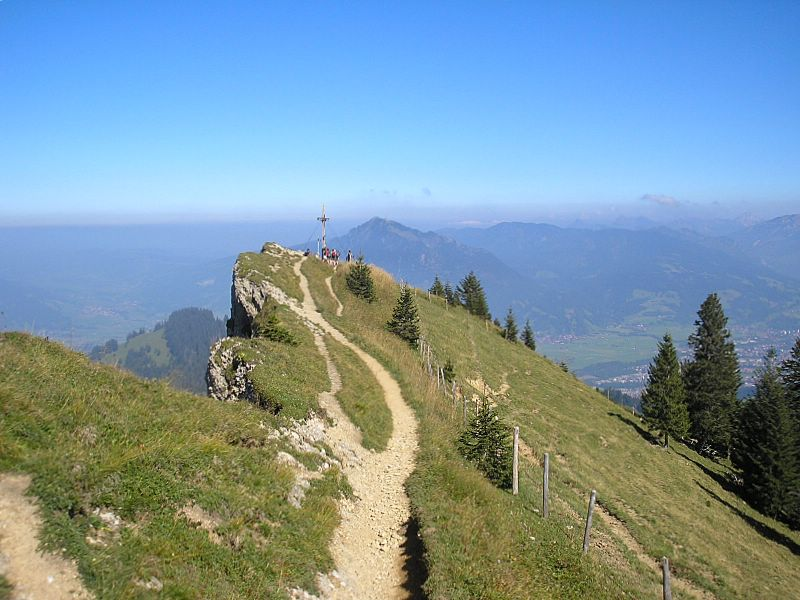
Die Gipfelplatte. Im Hintergrund der Grünten
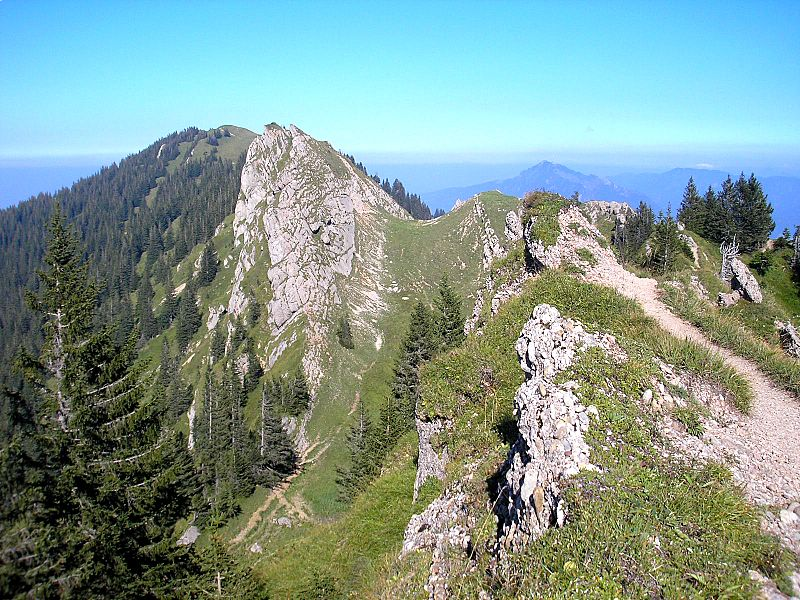
Blick vom Gratweg zwischen Stuiben und Steineberg nach Osten
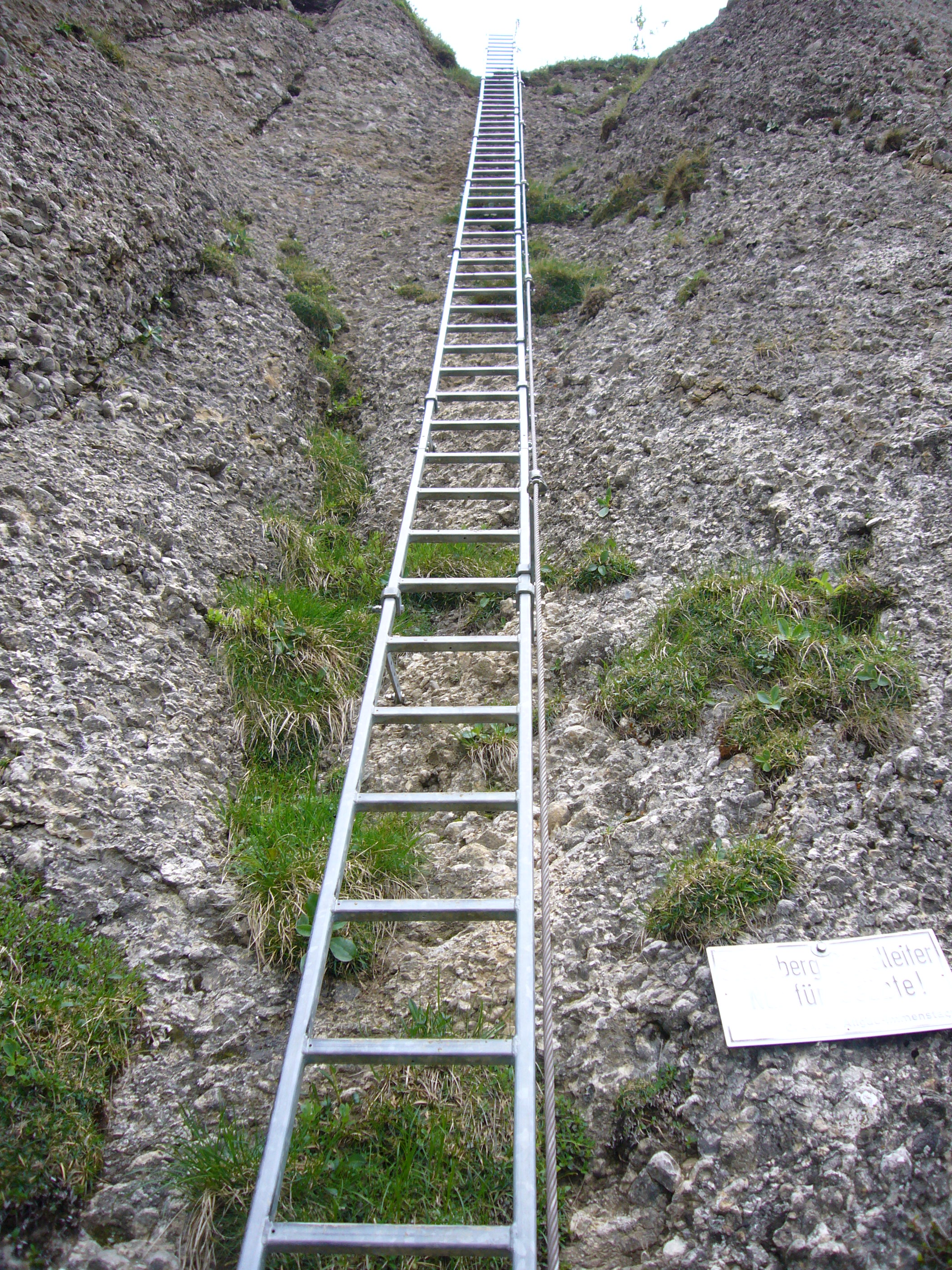
Leiter zum Gipfel